# François Bourgeon
François Bourgeon  és un dibuixant de còmics francès nascut el 5 de juliol de 1945 a París. Reconegut per la seva tasca reflexiva i metòdica, és autor de dues sagues de gran èxit comercial, Els Passatgers del Vent  i  Els companys del Crepuscle , totes dues d'ambientació històrica i amb un important protagonisme femení.